# Barys Hrynkiewicz
Barys Hrynkiewicz (biał. Барыс Грынкевіч; ros. Борис Гринкевич; ur. 26 kwietnia 1981) – białoruski zapaśnik walczący w stylu wolnym. Olimpijczyk z Aten 2004, gdzie zajął siedemnaste miejsce kategorii 120 kg.
Siódmy na mistrzostwach świata w 2003. Dziewiąty na mistrzostwach Europy w 2002 i 2003. Trzeci na ME juniorów w 2000 roku.